# Festival du film italien d'Annecy
Le festival du film italien d'Annecy (Annecy Cinéma Italien), fondé par Pierre Todeschini, se déroule tous les ans fin septembre - début octobre dans la ville d'Annecy. La première édition a eu lieu en 1983.
Il met en compétition des films de l'année, mais il offre aussi l'occasion de voir ou de revoir des classiques du cinéma italien.

## Historique
Le festival doit son origine à une action commune du Centre d’Action Culturelle d’Annecy (aujourd’hui Bonlieu Scène nationale) et de l’Institut Culturel Italien de Grenoble, dans le but de créer une manifestation consacrée au cinéma italien à Annecy. De cette collaboration naît ce qui deviendra la première édition du festival, sous le nom de « la face cachée du cinéma italien ». L’évènement s’étale sur cinq week-end du mois de février 1983.
Pour sa seconde édition, la manifestation est déplacée de février à octobre, et est ramenée à un format plus traditionnel de dix jours consécutifs. On parle alors des « Rencontres du cinéma italien », appellation qui perdurera jusqu’en 1997, année où le terme de festival sera définitivement adopté. La manifestation couvre aussi bien le cinéma contemporain que des œuvres classiques.
C’est l’année suivante, en 1985, que sera initiée la compétition, supervisée par un jury de professionnels de cinéma qui se réunit à Annecy chaque édition.
La manifestation qui voit passer de nombreuses personnalités dans les années suivantes, avec notamment Sergio Leone en président du jury de l’édition 1988. Sa mort prématurée en avril 1989 donnera d’ailleurs lieu à la création du prix Sergio-Leone.
Les années 1990 verront se succéder les cinéastes de renom tels que les frères Taviani, Francesco Rosi, Ornella Muti ou encore Alberto Lattuada.
1997 marque les quinze ans d’existence de la manifestation, c’est lors de cette édition qu’Ettore Scola devient le président d’honneur de l’événement.
Le début des années 2000 est marqué par la présence remarquée de Nanni Moretti à l’édition de 2001. Cette édition marque également le début de la collaboration avec l’artiste Lorenzo Mattotti, qui illustrera avec ses peintures aux couleurs vives chaque affiche du festival par la suite. C’est également à cette époque que seront initiés les programmes consacrés à une région italienne en particulier, qui deviendront ensuite des points de repère dans chaque programmation.
Une compétition de films documentaires est également créée en 2008. Le festival du film italien d’Annecy est alors la plus grande manifestation française consacrée au cinéma italien.
Sonia Todeschini, fille du cofondateur de l’événement, quitte le festival en 2012. L'édition 2015 est houleuse. Le festival pourrait ne plus se tenir que tous les deux ans, le délégué général, Jean Gili, appuyé par Ettore Scola, se considère mis à l’écart de toute réflexion sur l'avenir du festival. Une pétition en ligne est mise en place. 2016, année de la disparition de Scola, est aussi la dernière année avec Jean Gili.
Francesco Giai Via devient le directeur artistique pour l'édition 2017. Il a travaillé entre autres pour le festival du film de Turin, la Mostra de Venise et le festival Cinemambiente (en).
En 2023, à cause de difficultés à trouver des financements, le festival est annulé, sans garantie d'une prochaine édition 2024.

## Programmation

### Années 1980

#### 1983
Films en compétition :
- La morte al lavoro de Gianni Amelio
- Il piccolo Archimede de Gianni Amelio
- Identificazione di una donna de Michelangelo Antonioni
- La Luna de Bernardo Bertolucci
- Berlinguer ti voglio bene de Giuseppe Bertolucci
- Gran bollito de Mauro Bolognini
- Jamais de la vie de Mario Brenta
- Il buon soldato de Franco Brusati
- Parliamo tanto di me de Fabio Carpi
- Il matrimonio di Caterina de Luigi Comencini

#### 1984
Films en compétition :
- Noi tre de Pupi Avati
- Fuori dal giorno de Paolo Bologna
- Gli occhi, la bocca de Marco Bellocchio
- Enrico IV de Marco Bellocchio
- Amore tossico de Claudio Caligari
- Les chiens de Jérusalem de Fabio Carpi
- Pianoforte de Francesca Comencini
- Il futuro è donna de Marco Ferreri
- Via degli specchi de Giovanna Gagliardo
- Il principe di Homburg de Gabriele Lavia
- Ybris  de Gavino Ledda

#### 1985
Jury de la 3e édition du festival : Marco Bellocchio, Tonino Guerra, Françoise Maupin, Simon Mizrahi, Francis Reusser, André Téchiné.
Films en compétition :
- Festa di laurea de Pupi Avati
- Il diavolo sulle colline de Vittorio Cottafavi
- Così parlò Bellavista de Luciano De Crescenzo
- Difendimi dalla notte de Claudio Fragasso
- Un caso d'incoscienza de Emidio Greco
- Cuori nella tormenta de Enrico Oldoini
- Live de Bruno Bigoni, Kiko Stella
- Polsi sottili de Giancarlo Soldi
- Giulia in ottobre de Silvio Soldini

Prix:
- Grand prix Annecy Cinéma Italien: Luciano De Crescenzo pour Così parlò Bellavista
- Prix spécial du jury à Silvio Soldini pour Giulia in ottobre

#### 1986
Jury de la 4e édition du festival :Willy Hermann, Enrica-Maria Modugno, Gilbert Salachas, Helma Sanders Brahms, Simon Sismi
Films en compétition :
- Festa di laurea de Pupi Avati
- L'ultima mazurka de Gianfranco Bettetini
- La seconda notte de Nino Bizzarri
- GiovanniSenzaPensieri de Marco Colli
- La donna del traghetto de Amedeo Fago
- Sembra morto ma è solo svenuto de Felice Farina
- La ballata di Eva de F. Longo
- La sposa americana de Giovanni Soldati

Prix :
- Grand prix Annecy Cinéma Italien: Marco Colli pour GiovanniSenzaPensieri
- Prix spécial du jury à Felice Farina pour Sembra morto ma è solo svenuto

#### 1987
Jury de la 5e édition du festival: Remo Forlani, Jean-Marie Drot, Jean-Charles Tacchella, Pierre Maillard, Piera Degli Esposti, Magali Noël
Films en compétition :
- L'imperatore di Roma de Nico D'Alessandria
- I soliti ignoti vent'anni dopo de Amanzio Todini
- Una domenica sì de Cesare Bastelli
- A fior di pelle de Gianluca Fumagalli
- Remake de Ansano Giannarelli
- Didone non è morta de Lina Mangiacapre
- Notte italiana de Carlo Mazzacurati
- Regina de Salvatore Piscicelli

Prix:
- Grand prix Annecy Cinéma Italien: Carlo Mazzacurati pour Notte italiana

#### 1988
Jury de la 6e édition du festival: Sergio Leone, Véra Belmont, Luc Béraud, Giulia Boschi, Claudio G. Fava, Christophe Klopfenstein, Jean Labbé
Films en compétition :
- Maicol de Mario Brenta
- Zoo de Cristina Comencini
- Stesso sangue de Egidio Eronico e Sandro Cecca
- Affetti speciali de Felice Farina
- La maschera de Fiorella Infascelli
- Una notte, un sogno de Massimo Manuelli
- Gentili signore de Adriana Monti
- I giorni randagi de Filippo Ottoni
- Giallo alla regola de Stefano Roncoroni
- Rorret de Fulvio Wetzl

Prix:
- Grand prix Annecy Cinéma Italien: Cristina Comencini pour Zoo
- Prix spécial du jury à Felice Farina pour Affetti speciali
- Prix CICAE ex æquo:Fulvio Wetzl pour Rorret, Mario Brenta pour Maicol

#### 1989
Jury de la 7e édition du festival : Leonardo Benvenuti, Orazio Gavioli, Claude Goretta, Jean Lescure, Gérard Mordillat, Elena Sofia Ricci
Films en compétition :
- Musica per vecchi animali de Stefano Benni et Umberto Angelucci
- Comprarsi la vita de Domenico Campana
- Corsa di primavera de Giacomo Campiotti
- Odore di pioggia de Nico Cirasola
- Il prete bello de Carlo Mazzacurati
- Nostos - Il ritorno de Franco Piavoli
- Un uomo di razza de Bruno Rasia
- Affettuose lontananze de Sergio Rossi
- Marrakech Express de Gabriele Salvatores
- Légers quiproquos (Piccoli equivoci) de Ricky Tognazzi

Prix :
- Grand prix Annecy Cinéma Italien: Carlo Mazzacurati pour Il prete bello
- Prix spécial du jury à Stefano Benni et Umberto Angelucci pour Musica per vecchi animali et à Nico Cirasola pour Odore di pioggia
- Prix Sergio-Leone à Pupi Avati pour Storia di ragazzi e di ragazze

### Années 1990

#### 1990
Jury de la 8e édition du festival: Monique Annaud, Laura Morante, Luciano Emmer, Stefano Rolando, Michel Soutter
Films en compétition :
- Sulle ali della follia de Antonio Baiocco
- Il senso della vertigine de Paolo Bologna
- Ma non per sempre de Marzio Casa
- Io, Peter Pan de Enzo Decaro
- Matilda de Antonietta De Lillo et Giorgio Magliulo
- Roma Paris Barcelona de Paolo Grassini et Italo Spinelli
- C'è posto per tutti de Giancarlo Planta
- Qualcosa di Don Orione de Marcello Siena
- L'aria serena dell'Ovest de Silvio Soldini
- Con i piedi per aria de Vincenzo Verdecchi

Prix
- Grand prix Annecy Cinéma Italien: Silvio Soldini pour L'aria serena dell'Ovest
- Prix spécial du jury à Antonietta De Lillo et Giorgio Magliulo pour Matilda
- Prix Sergio-Leone à Gianni Amelio pour Portes ouvertes

#### 1991
Jury de la 9e édition du festival: Suso Cecchi D'Amico, Véra Belmont, Annie Girardot, Valérie Kaprisky, Ernest Pignon-Ernest, Serge Toubiana
Films en compétition :
- Italia-Germania 4 a 3 de Andrea Barzini
- L'attesa de F. Borrelli
- Vito e gli altri de Antonio Capuano
- Mezzaestate de Daniele Costantini
- Americano Rosso de Alessandro D'Alatri
- Antelope Cobbler de Antonio Falduto
- Condominio de Felice Farina
- Café La Mama de Gianluca Fumagalli
- Barocco de Claudio Sestieri
- Dove comincia la notte de Maurizio Zaccaro

Prix:
- Grand prix Annecy Cinéma Italien: Felice Farina pour Condominio
- Prix spécial du jury à Antonio Falduto pour Antelope Cobbler
- Prix Sergio-Leone à Fabio Carpi pour L'amore necessario

#### 1992
Jury de la 10e édition du festival: Marushka Detmers, Marie Laforêt, Age, Jean-Marie Drot, Alberto Lattuada, Claude Sautet, Jacques Siclier
Films en compétition :
- Cinecittà cinecittà de Vincenzo Badolisani
- Nottataccia de Duccio Camerini
- Complicazioni nella notte de Sandro Cecca
- Lettera da Parigi de Ugo Fabrizio Giordani
- Ambrogio de Wilma Labate
- Grazie al cielo c'è Totò de Stefano Pomilia
- Verso sud de Pasquale Pozzessere
- Manila paloma blanca de Daniele Segre
- Nero de Giancarlo Soldi
- Quattro figli unici de Fulvio Wetzl

Prix:
- Grand prix Annecy Cinéma Italien: Pasquale Pozzessere pour Verso sud
- Prix spécial du jury à 3 films : Cinecittà cinecittà, Manila paloma blanca, Quattro figli unici
- Prix Sergio-Leone à Giuseppe Bertolucci pour Segreti segreti
- Prix du public à Fulvio Wetzl pour Quattro figli unici

#### 1993
Jury de la 11e édition du festival: Gilles Jacob, Marthe Keller, Maria Schneider, Marco Bellocchio, Gianpiero Brunetta, Vincenzo Consolo
Films en compétition :
- Veleno de Bruno Bigoni
- Libera de Pappi Corsicato
- Teste rasate de Claudio Fragasso
- Portagli i miei saluti de Gianna Maria Garbelli
- Gangsters de Massimo Guglielmi
- Donne in un giorno di festa de Salvatore Maira
- Il tuffo de Massimo Martella
- Fine dell'intervista de Stefano Roncoroni
- Il giorno di San Sebastiano de Pasquale Scimeca
- Bonus malus de Vito Zagarrio

Prix:
- Grand prix Annecy Cinéma Italien: Salvatore Maira pour Donne in un giorno di festa
- Prix spécial du jury à Massimo Martella pour Il tuffo
- Prix Sergio-Leone à Carlo Verdone pour Al lupo al lupo

#### 1994
Jury de la 12e édition du festival: Gillo Pontecorvo, Guido Chiesa, Lina Nerli-Tavani, Mario Brenta, Freddy Buache, Max Gallo
Films en compétition :
- Strane storie de Sandro Baldoni
- Quando le montagne finiscono de Daniele Carnacina
- Babylon: la paura è la migliore amica dell'uomo de Guido Chiesa
- Tutti gli anni, una volta all'anno de Gianfrancesco Lazotti
- Padre e figlio de Pasquale Pozzessere
- Se c'è rimedio perché ti preoccupi? de Carlo Sarti
- Da qualche parte in città de Michele Sordillo
- Portami via de Gianluca Maria Tavarelli
- Per amore, solo per amore de Giovanni Veronesi
- L'articolo 2 de Maurizio Zaccaro

Prix:
- Grand prix Annecy Cinéma Italien: Gianluca Maria Tavarelli pour Portami via
- Prix spécial du jury à Sandro Baldoni pour Strane storie
- Prix Sergio-Leone à Carlo Mazzacurati pour Il toro

#### 1995
Jury de la 13e édition du festival: Ornella Muti, Andréa Ferréol, Marcel Jullian, Raphaële Billetdoux, Philippe de Broca, Agenore Incrocci
Films en compétition :
- Diario senza date de Roberto Andò
- Peggio di così si muore de Marcello Cesena
- Io e il re de Lucio Gaudino
- Il verificatore de Stefano Incerti
- Empoli 1921: film in rosso e in nero de Ennio Marzocchini
- Banditi de Stefano Mignucci
- L'anno prossimo vado a letto alle dieci de Angelo Orlando
- Il mondo alla rovescia de Isabella Sandri
- Era meglio morire da piccoli de Isabella Sandri
- Marciando nel buio de Massimo Spano

Prix:
- Grand prix Annecy Cinéma Italien: Ennio Marzocchini pour Empoli 1921: film in rosso e nero
- Prix spécial du jury à Massimo Spano pour Marciando nel buio
- Prix Sergio-Leone à Daniele Luchetti pour La scuola

#### 1996
- Prix Sergio-Leone à Sergio Citti pour I magi randagi

#### 1997
- Prix Sergio-Leone à Maurizio Zaccaro pour Il carniere

#### 1998
Jury de la 16e édition du festival: Philomène Esposito, André Asseo, Richard Boidin, Vincenzo Cerami, Maurizio Nichetti
Films en compétition :
- L'odore della notte de Claudio Caligari
- Domani de Giulio Ciarambino
- Oltremare de Nello Correale
- Figli di Annibale de Davide Ferrario
- Tre Storie de Pier Giorgio Gay et Roberto San Pietro
- L'anniversario de Mauro Orfini
- Il più lungo giorno de Roberto Riviello
- La stanza dello scirocco de Maurizio Sciarra
- Vite in sospeso de Marco Turco
- Prima la musica, poi le parole de Fulvio Wetzl

Prix :
- Grand prix Annecy Cinéma Italien: Maurizio Sciarra pour La stanza dello scirocco
- Prix Sergio-Leone à Peter Del Monte pour La ballata dei lavavetri

#### 1999
- Prix Sergio-Leone à Giuseppe Piccioni pour Fuori dal mondo

### Années 2000

#### 2000
- Prix Sergio-Leone à Marco Tullio Giordana pour I cento passi

#### 2001
- Prix Sergio-Leone à Francesca Archibugi pour Domani

#### 2002
- Grand prix Annecy Cinéma Italien: Daniele Vicari pour Velocità Massima
- Prix spécial du jury à Luca Miniero et Paolo Genovese pour Incantesimo napoletano
- Prix d'interprétation féminine à Barbara Valmorin et Maria Grazia Grassini, dans le film Vecchie et à Maya Sansa et Regina Orioli, dans le film Benzina
- Prix d'interprétation masculine à Valerio Mastandrea dans le film Velocità Massima
- Prix Sergio-Leone à Silvio Soldini pour Brucio nel vento

#### 2003
- Grand prix Annecy Cinéma Italien: Michelangelo Frammartino pour Il dono
- Prix spécial du jury à Piero Sanna pour La destinazione
- Prix d'interprétation masculine à Elio Germano dans le film Liberi
- Prix Sergio-Leone à Pasquale Scimeca pour Gli indesiderabili

#### 2004
- Grand prix Annecy Cinéma Italien à Paolo Vari  et Antonio Bocola pour Fame chimica
- Prix spécial du jury à Giancarlo Bocchi pour Nema problema
- Mention spéciale du jury à l'ensemble des comédiens du film  Miracolo a Palerme
- Prix d'interprétation féminine à Barbara Bobulova  dans La spettatrice
- Prix d'interprétation masculine à Marco Foschi  dans Fame chimica
- Prix Sergio-Leone à Francesca Comencini pour Mi place lavorare

#### 2005
Président de la 23e édition du festival : Giuseppe Piccioni
- Grand prix Annecy Cinéma Italien à Francesco Munzi pour Salmir
- Prix spécial du jury à Giovanni La Pàrola pour E se domani
- Mention spéciale du jury à Stefano Rulli pour son documentaire Un silenzio particolare
- Prix d'interprétation féminine à Sabrina Impacciatore dans E se domani
- Prix d'interprétation masculine ex æquo à Paolo Kessisoglu et Luca Bizzarri dans E se domani
- Prix Sergio-Leone à Alessandro D'Alatri

#### 2006
Président de la 24e édition du festival : Antoine Santana
Films en compétition :
- 4-4-2 - Il gioco più bello del mondo de Michele Carrillo, Claudio Cupellini, Roan Johnson et Francesco Lagi
- Agente matrimoniale de Christian Bisceglia
- Bérbablù de Luisa Pretolani et Massimiliano Valli
- Il vento fa il suo giro de Giorgio Diritti
- L'estate del mio primo bacio de Carlo Virzì
- Ma che ci faccio qui! de Francesco Amato
- Mai + come prima de Giacomo Campiotti
- Non prendere impegni stasera de Gianluca Maria Tavarelli
- Notte prima degli esami de Fausto Brizzi
- Piano 17 de Manetti Bros
- Shooting Silvio de Berardo Carboni
- Sotto la stessa luna de Carlo Luglio

Prix :
- Grand prix Annecy Cinéma Italien à Giorgio Diritti pour Il vento fa il suo giro
- Prix spécial du jury à Gianluca Maria Tavarelli pour Non prendere impegni stasera
- Mention spéciale du jury à Carlo Luglio pour Sotto la stessa luna
- Prix d'interprétation masculine à Gigio Alberti dans 4-4-2 gioco più bello del mondo
- Prix Sergio-Leone à Giacomo Campiotti pour l'ensemble de son œuvre

#### 2007
Président de la 25e édition du festival : Ettore Scola du 25 septembre au 2 octobre 2007
Films en compétition :
- Baciami piccina de Roberto Cimpanelli
- Io, l'altro de Mohsen Melliti
- L'uomo di vetro de Stefano Incerti
- La Fille du lac (La ragazza del lago) d'Andrea Molaioli
- Mi fido di te de Massimo Venier
- Non pensarci de Gianni Zanasi
- Notturno Bus de Davide Marengo
- Riparo de Marco Simon Puccioni
- SoloMetro de Marco Cucurnia
- Valzer de Salvatore Maira

Prix :
- Grand prix Annecy Cinéma Italien à Marco Simon Puccioni pour Riparo
- Prix spécial du jury à Mohsen Melliti pour Io, l'altro
- Prix d'interprétation féminine à Antonia Liskova dans Riparo
- Prix d'interprétation masculine à David Coco dans L'uomo di vetro
- Prix Sergio-Leone à Gianni Zanasi pour l'ensemble de son œuvre

#### 2008
Président de la 26e édition du festival : Jean Musitelli
Films en compétition :
- All'amore assente d'Andrea Adriatico
- Aspettando il sole d'Ago Panini
- Il rabdomante de Fabrizio Cattani
- Lascia perdere, Johnny! de Fabrizio Bentivoglio
- Lezioni di cioccolato de Claudio Cupellini
- Riprendimi d'Anna Negri
- Se chiudi gli occhi de Lisa Romano
- Sleeping around de Marco Carniti
- Tutto torna d'Enrico Pitzianti

Prix :
- Grand prix Annecy Cinéma Italien à Lisa Romano pour Se chiudi gli occhi
- Prix spécial du jury à Andrea Adriatico pour All’amore assente
- Prix d'interprétation féminine à Alba Caterina Rohrwacher dans Riprendimi
- Prix d'interprétation masculine à Giuseppe Cederna dans Aspettando il sole
- Prix Sergio-Leone à Paolo Virzì pour l'ensemble de son œuvre

#### 2009
Présidente de la 27e édition du festival : Irene Bignardi
Films en compétition :
- Sbirri de Roberto Burchielli
- Diverso da chi? (Différent de qui ?) d’Umberto Carteni
- La Pivellina de Tizza Covi et Rainer Frimmel
- Aria de Valerio D’Annunzio
- Pandemia de Lucio Fiorentino
- La bella gente d’Ivano De Matteo
- Good Morning Aman de Claudio Noce
- Dall’ altra parte del mare de Jean Sarto
- Velma de Piero Tomaselli

Prix:
- Grand prix Annecy Cinéma Italien à Ivano De Matteo pour La bella gente
- Prix spécial du jury à Tizza Covi et Rainer Frimmel pour La Pivellina
- Prix d'interprétation féminine à Patrizia Gerardi dans La Pivellina
- Prix d'interprétation masculine à Filippo Nigro dans Diverso da chi?
- Prix Sergio-Leone à Edoardo Winspeare pour l'ensemble de son œuvre

### Années 2010

#### 2010
Présidente de la 28 édition du festival : Anna Bonaiuto
Films en compétition :
- 18 anni dopo d'Edoardo Leo
- Alza la testa d'Alessandro Angelini et Sergio Castellitto
- Basilicata coast to coast de Rocco Papaleo
- Exit: una storia personale de Massimiliano Amato
- Hai paura del buio de Massimo Coppola
- Il primo incarico de Giorgia Cecere
- Into Paradiso de Paola Randi
- La pecora nera d'Ascanio Celestini
- Le quattro volte de Michelangelo Frammartino

Prix :

#### 2011
Président de la 29e édition du festival : Marco Risi
Films en compétition :
- Et in terra pax de Mateo Botrugno et Daniele Colucci
- Scialla! (Stai sereno) de Francesco Bruni
- Tutti al mare de Matteo Cerami
- Sulla strada di casa d'Emiliano Corapi
- Sette opere di misericordia de Gianluca et Massimiliano De Serio
- Tatanka de Giuseppe Gagliardi
- Il gioiellino d'Andrea Molaioli
- Maledimiele de Marco Pozzi
- Corpo celeste d'Alice Rohrwacher

Prix :
- Grand prix Annecy Cinéma Italien aux Frères De Serio pour Sette opere di misericordia
- Prix spécial du jury à Emiliano Corapi pour Sulla strada di casa
- Prix d'interprétation féminine à Benedetta Gargari dans Maledimiele
- Prix d'interprétation masculine à Vinicio Marchioni dans Sulla strada di casa
- Mention Spéciale du jury à Vinicio Marchioni dans Scialla! (Stai sereno)
- Prix CICAE - Pierre Todeschini à Alice Rohrwacher pour Corpo celeste
- Grand Prix du Documentaire Annecy Cinéma Italien à Vito Palmieri pour Il valzer dello zecchino
- Prix spécial du Documentaire Annecy Cinéma Italien à Giovanna Taviani pour Fughe e approdi
- Prix du documentaire jury jeune à Gustav Hofer et Luca Ragazzi pour Italy: Love It, or Leave It
- Prix Sergio-Leone à Daniele Gaglianone pour l'ensemble de son œuvre
- Prix du Public – Ville d’Annecy 2011 à Giuseppe Gagliardi pour Tatanka

#### 2012
Président de la 30e édition du festival: Pascal Thomas
Films en compétition :
- Tutti i rumori del mare de Federico Brugia
- Tra 5 minuti in scena de Laura Chiossone
- Transeurope Hotel de Luigi Cinque
- La kryptonite nella borsa d'Ivan Cotroneo
- Padroni di casa d'Edoardo Gabbriellini
- Cavalli de Michele Rho
- Il pasticciere de Luigi Sardiello
- Workers - Pronti a tutto de Lorenzo Vignolo

Prix :
- Grand Prix Annecy Cinéma Italien à Ivan Cotroneo pour La kryptonite nella borsa
- Prix spécial du jury à Federico Brugia pour Tutti i rumori del mare
- Prix d'interprétation féminine à Valeria Golino dans La kryptonite nella borsa
- Prix d'interprétation masculine à Alessandro Tiberi dans Workers - Pronti a tutto
- Prix CICAE - Pierre Todeschini à Laura Chiossone pour Tra 5 minuti in scena
- Grand Prix du Documentaire Annecy Cinéma Italien à Clemente Bicocchi pour Africa nera marmo bianco
- Prix spécial du Documentaire Annecy Cinéma Italien ex-aequo à Franco Basaglia pour Le perle di ritorno, odissea di un vetraio africano et à Sophie Chiarello et Anna Lisa Chiarello pour Ritals - Domani me ne vado
- Prix du documentaire jury jeune à Claudia Cipriani pour Lasciando la baia del re
- Prix Sergio-Leone à Daniele Vicari pour l'ensemble de son œuvre
- Prix du Public - Ville d'Annecy 2012 à Michele Rho pour Cavalli

#### 2013
Prix :
- Grand prix fiction : La prima neve d'Andrea Segre
- Prix spécial du jury fiction : La variabile umana de Bruno Oliviero
- Prix d'interprétation féminine : Francesca Ferrazzo dans Amoreodio de Cristian Scardigno
- Prix d'interprétation masculine : Silvio Orlando dans La variabile umana
- Prix du public : La prima neve d'Andrea Segre
- Grand prix documentaire : Bimba col pugno chiuso de Claudio Di Mambro, Luca Mandrile, Umberto Migliaccio
- Prix du documentaire jury jeune: Le cose belle de Agostino Ferrente et Giovanni Piperno
- Prix spécial du jury documentaire : Noi non siamo come James Bond de Mario Balsamo

#### 2014
Prix :
- Grand prix fiction : La mafia tue seulement en été de Pierfrancesco Diliberto
- Prix spécial du jury fiction : Il venditore di medicine d'Antonio Morabito (it)
- Mention spéciale du jury : Perfidia de Bonifacio Angiu
- Prix d'interprétation féminine : Miriam Karlkvist dans Il sud è niente de Fabio Mollo
- Prix d'interprétation masculine : Fabrizio Gifuni dans Noi 4 de Francesco Bruni
- Prix du public : Noi siamo Francesco de Guendalina Zampagni
- Grand prix documentaire : El lugar de las fresas de Maite Vitoria Daneris
- Prix spécial du jury documentaire : Solo per farti sapere che sono viva de Simona Ghizzoni et Emanuela Zuccalà

#### 2015
Prix :
- Grand prix fiction : Last Summer (it) de Leonardo Guerra Seràgnoli (it)
- Prix spécial du jury fiction : La terra dei santi (it) de Fernando Muraca
- Prix d'interprétation féminine : Sara Serraiocco dans Cloro de Lamberto Sanfelice
- Prix d'interprétation masculine : Marco Giallini dans Tout mais pas ça ! d'Edoardo Falcone
- Prix du public : Tout mais pas ça ! d'Edoardo Falcone
- Grand prix documentaire : A tempo debito de Christian Cinetto
- Prix spécial du jury documentaire : Walking with red rhino de Marilena Moretti

#### 2016
Prix :
- Grand prix fiction : La pelle dell’orso de Marco Segato
- Prix spécial du jury fiction : Lo scambio de Salvo Cuccia (it)
- Prix d'interprétation féminine : Sara Serraiocco dans L'Affranchie / La ragazza del mondo de Marco Danieli
- Prix d'interprétation masculine : Massimo Ranieri dans L'Affaire Pasolini (La macchinazione) de David Grieco.
- Prix du public : One Kiss (Un bacio) d'Ivan Cotroneo
- Prix du jury jeune : L'Affranchie / La ragazza del mondo de Marco Danieli
- Prix CICAE : La pelle dell’orso de Marco Segato
- Prix Annecy Cinéma Haute-Savoie : La pelle dell’orso de Marco Segato
- Prix Sergio-Leone : Francesco Calogero pour l'ensemble de son œuvre

#### 2017
Prix :
- Grand prix du jury : Easy d'Andrea Magnani
- Prix spécial du jury : Il più grande sogno (it) de Michele Vannucci
- Prix du département de la Haute-Savoie : Il più grande sogno (it) de Michele Vannucci
- Prix CICAE : Per un figlio (it) de Suranga Deshapriya Katugampala
- Prix du public : Dove cadono le ombre de Valentina Pedicini
- Prix des lecteurs du Dauphiné libéré : Il più grande sogno (it) de Michele Vannucci
- Prix du jury jeune : I figli della notte (it) d'Andrea De Sica

#### 2018
Prix :
- Grand prix du jury : Menocchio d'Alberto Fasulo
- Prix spécial du jury : Beautiful Things de Giorgio Ferrero et Federico Biasin
- Prix du département de la Haute-Savoie : Frères de sang  de Damiano et Fabio D'Innocenzo
- Prix CICAE : Un giorno all’improvviso de Ciro D’Emilio
- Prix du public : Frères de sang  de Damiano et Fabio D'Innocenzo
- Prix du jury jeune : Guarda in alto  de Fulvio Risuleo

#### 2019
Prix :
- Grand prix du jury : La scomparsa di mia madre de Beniamino Barrese
- Prix spécial du jury : Effetto Domino de Alessandro Rossetto
- Mention spéciale du jury : Il varco de Federico Ferrone, Michele Manzolini
- Prix CICAE : La scomparsa di mia madre de Beniamino Barrese
- Prix du public : Maternal de Maura Delpero
- Prix du jury jeune : Effetto Domino de Alessandro Rossetto

#### 2020
Prix :
- Meilleur film : L'agnello de Mario Piredda
- Meilleure réalisation : Puntacasra de Francesca Mazzoleni
- Prix CICAE : Puntacasra de Francesca Mazzoleni
- Prix du public : L'agnello de Mario Piredda
- Prix du jury jeune : L'agnello de Mario Piredda